# Imageepoch
Imageepoch，前日本电子游戏公司，于2005年6月建立，总部位于东京都文京区。主要业务为从大型游戏公司接订单，进行游戏企划、开发和制作。2010年3月，由于软件开发失败等原因造成4亿5197万日元的赤字。2011年9月，通过网游开发创造了17亿5109万日元的利润，但没有吸收开发成本，导致持续低收益经营，最终不能维持运营。2015年5月7日，Imageepoch经东京地方裁判所判决破产。

## 游戏作品
- 第七龍神
- 灵魂触发者
- 音速經紀
- Fate/EXTRA
- 鬥神都市
- 星光閃耀
- 最後約定的故事
- 罪恶少女
- 弧光之源
- 黑岩射手
- 時與永遠